# Libera me
Libera me (Allibera'm) és un responsori habitualment cantat en els oficis de difunts de l'Església catòlica.
El text demana a Déu que tingui pietat de la persona difunta en el Judici Final. A part de ser un dels textos que es canten en el cant gregorià, molts compositors li han posat música. Entre ells, Tomás Luis de Victoria, Anton Bruckner, Giuseppe Verdi, Gabriel Fauré, Maurice Duruflé, Igor Stravinsky, Benjamin Britten, Sigismund Neukomm, Orlande de Lassus, Krzysztof Penderecki i Antonio Salieri.
El responsori comença amb un cantor solista, que canta els precs i tot seguit el cor canta les respostes. El text està escrit en primera persona del singular.

## Text

### Text en llatí
Libera me, Domine, de morte aeterna
in die illa tremenda
quando caeli movendi sunt et terra
dum veneris judicare saeculum per ignem

Tremens factus sum ego et timeo
dum discusio venerit atque ventura ira,
quando caeli movendi sunt et terra.

Dies illa, dies irae, calamitatis et miseriae.
Dies magna et amara valde
dum veneris judicare saeculum per ignem.

Requiem aeternam dona eis, Domine,
et lux perpetua luceat eis.

Libera me, Domine, de morte aeterna
in die illa tremenda
quando caeli movendi sunt et terra
dum veneris judicare saeculum per ignem

### Text en català
Allibereu-me, Senyor, de la mort eterna
en aquell dia terrible 
quan trontollaran els cels i la terra
quan vindreu a jutjar el món amb foc.

Tremolo i tinc por
mentre s'acosten el dia del judici i la ira que vindrà,
quan trontollaran els cels i la terra

Aquell dia, dia d'ira, de calamitats i misèries
dia gran i molt amarg
quan vindreu a jutjar el món amb foc.

Doneu-los Senyor el repòs etern 
i que la llum perpètua els il·lumini.

Allibereu-me, Senyor, de la mort eterna
en aquell dia terrible 
quan trontollaran els cels i la terra
quan vindreu a jutjar el món amb foc.